# Donkey punch
Donkey punch is de seksuele handeling waarbij fysiek trauma wordt toegebracht aan de achterkant van het hoofd of de onderrug van de ontvangende partner tijdens anale of vaginale seks, als een poging van de penetrerende partner om onvrijwillige samentrekking van de inwendige of externe anale sluitspieren of vaginale doorgang te veroorzaken van de ontvangende partner. Volgens Jeffrey Bahr van het Medical College of Wisconsin bestaat er geen reflex bij mensen die een dergelijke verstrakking zou veroorzaken als reactie op een klap op het hoofd, hoewel het slaan van een partner op de achterkant van de nek of het hoofd ernstig, zelfs dodelijk letsel zou kunnen veroorzaken.

## Broodje aap

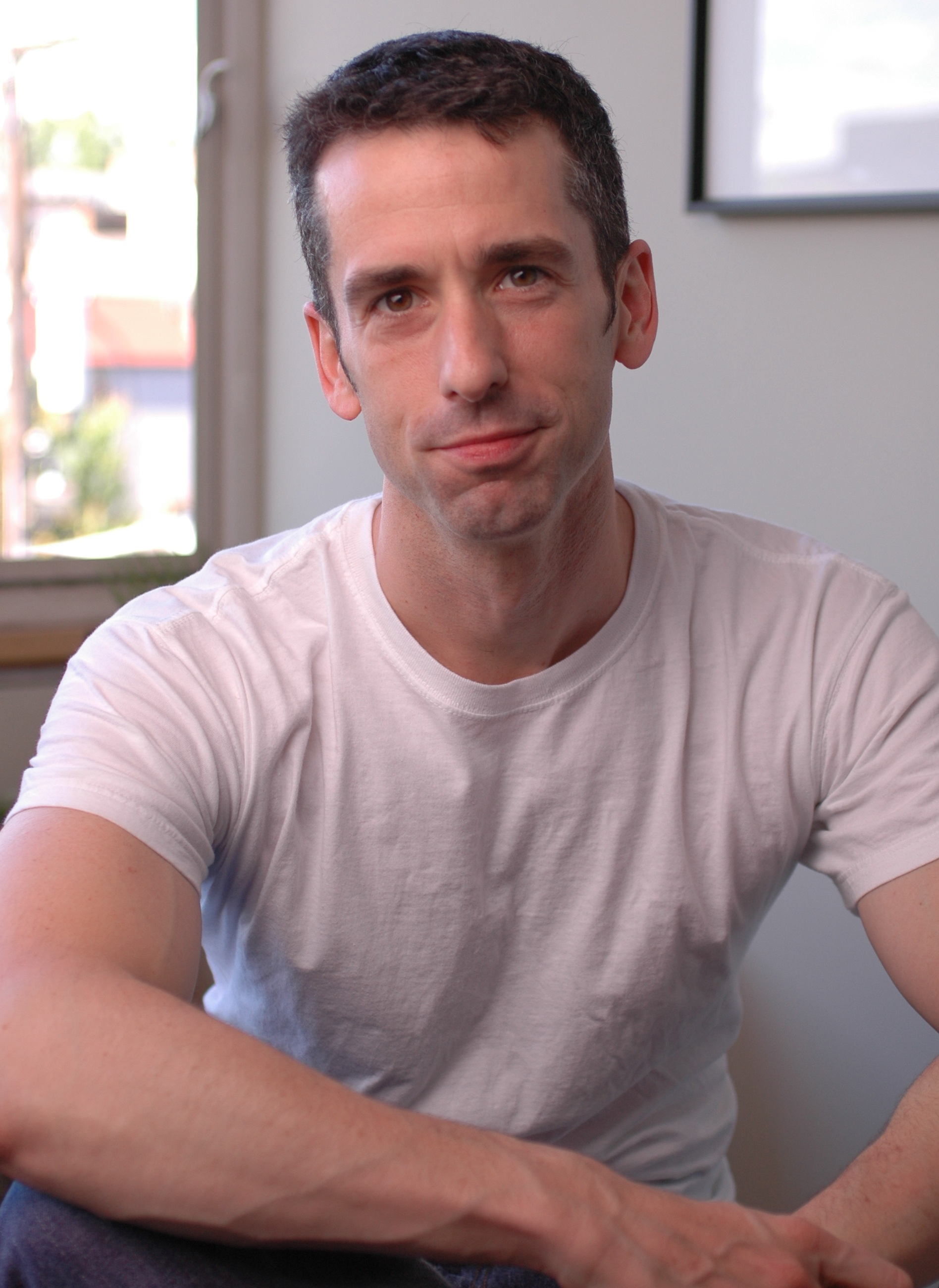
Dan Savage besprak de risico's en valse beweringen die verband houden met de "donkey punch" in The Stranger.

Sekscolumnist Dan Savage heeft de vermeende praktijk herhaaldelijk besproken. In 2004 noemde Savage de donkey punch 'een seksuele daad die alleen bestaat in de verbeelding van adolescente jongens; niemand heeft ooit 'de piraat' geprobeerd, net zoals niemand ooit een Hot Karl heeft uitgevoerd, een Donkey Punch heeft afgeleverd, of een Icy Mike ingevoegd. Het zijn allemaal ficties.' In reactie op een vraag van Wikipedia-redacteuren besprak hij in 2006 opnieuw de donkey punch-legende in zijn column 'Savage Love'. Hij schreef: "een poging tot een Donkey Punch kan leiden tot (...) onaangename gevolgen", waaronder "verwonding, dood of beklemde breuk"; hij wees er ook op dat het "niet eens werkt". Hij citeerde Jeffrey Bahr, een faculteitslid aan het Medical College of Wisconsin,
Voor zover ik weet, is er geen definitieve reflex in de menselijke neurofysiologie die onwillekeurig aanspannen van de anale sluitspier veroorzaakt na een trauma door een stomp voorwerp op het achterhoofd. ... Trauma aan elk deel van het hoofd kan ernstige gevolgen hebben. Pijn, intracraniële bloeding, geheugenverlies, nekletsel en mogelijk wat gerelateerde gevoelsstoornissen in de armen en benen. Een klap tegen de achterkant van het hoofd van een nietsvermoedend persoon kan resulteren in een wervelfractuur die, ik hoop dat de meeste mensen dat weten, verlamming of zelfs de dood tot gevolg kan hebben.— https://chicagoreader.com/columns-opinion/savage-love-164/
Jordan Tate, die in The Contemporary Dictionary of Sexual Euphemisms (2007) commentaar gaf op de "bijna puur theoretische aard" van de term, beweerde:
De donkey punch ontstond aan het eind van de twintigste eeuw, ergens na de seksuele revolutie, toen de mondigheid van vrouwen de plaats van mannen in de hedendaagse samenleving bedreigde. Door deze verschuiving in genderparadigma's voelden mannen zich bedreigd en om hun autoriteit te herbevestigen, creëerden en populariseerden ze deze theoretische en gewelddadige eufemismen. ... De secundaire beloning van de donkey punch is het creëren, of versterken, van de ideale machtsstructuur, of het verstevigen van bestaande genderrollen.

## Pornografie

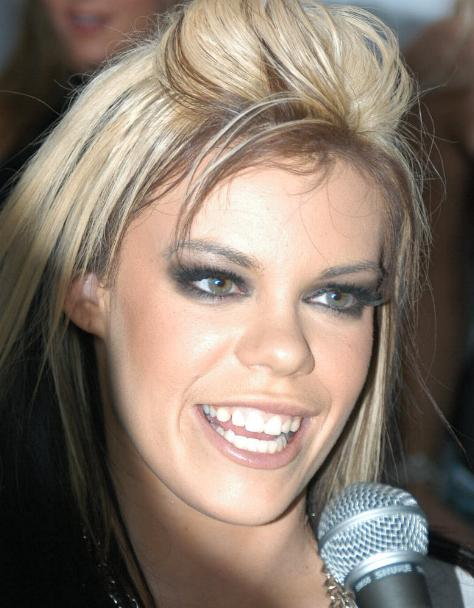
Gia Paloma wordt gecrediteerd als de eerste ontvanger van een donkey punch in een pornofilm.

De volwassen filmster die wordt gecrediteerd als de eerste bekende ontvanger van een donkey punch is Gia Paloma, die de act op haar liet uitvoeren door Alex Sanders in de film Gutter Mouths 30 uit 2004.
Donkey Punch, een pornofilm rond de act, werd in uitgebracht door JM Productions . De film bestaat uit vier scènes waarin de mannelijke acteurs ruige seks hebben met hun vrouwelijke medespelers en hen herhaaldelijk op het hoofd en het lichaam slaan. Als reactie op haar ervaring op de set verklaarde actrice Alex Devine naar verluidt: " Donkey Punch was de meest brute, deprimerende, enge scène die ik ooit heb gedaan", en merkte op dat "ik de scène eigenlijk heb gestopt terwijl deze werd gefilmd. omdat ik te veel pijn had."
De wreedheid van de film bracht Peter Van Aarle van Cyberspace Adult Video Reviews ertoe om geen verdere releases van JM te dekken, terwijl Zack Parsons van de Amerikaanse website Something Awful (die Donkey Punch een score van -49 toekende, waarbij -50 de slechtst mogelijke score is) schreef dat de film "een van de meest moreel weerzinwekkende pornografische films was die ik heb gezien" en "het soort film dat de regering zou noemen wanneer ze pornografen probeerde te arresteren en pornografie verboden."

## Enron-schandaal
"Donkey punch" was een van de vele jargontermen die door Enron-handelaren werden gebruikt om te verwijzen naar hun prijsgutsmethoden. Tijdens onderzoeken naar het Enron-schandaal uit 2004 over manipulatie van de elektriciteitsmarkt in Californië werden opnames van Enron-handelaren uit 2000 en 2001 blootgelegd. In de opnames werd met jargontermen naar frauduleuze boekhoudprogramma's verwezen, waaronder 'Donkey Punch'. Het rapport uit 2007 van de Federal Energy Regulatory Commission kon de betekenis die Enron aan de term 'Donkey Punch' had verbonden niet achterhalen. De Amerikaanse senator Maria Cantwell identificeerde in een persbericht uit 2004 over de Enron-hoorzittingen de Donkey Punch als "een grove pornografische term", een van de vele "onfatsoenlijke daden" die Enron-werknemers gebruikten om hun plannen te beschrijven. Cantwell vroeg de Federal Energy Regulatory Commission om de e-mails die vanwege de inhoud op haar website stonden, te verwijderen.

## Jeopardy!(TV Game-show)
De term kreeg online uitgebreide aandacht nadat het als een onjuiste reactie werd gebruikt op de uitzending van de American game show Jeopardy! op 16 januari 2012. De omschrijving was (vertaald) "een klap op de achterkant van de nek is de klap die naar dit dier is genoemd"; de juiste reactie was een "Rabbit punch", een gevaarlijke boksbeweging. De eerste deelnemer antwoordde: "Wat is een ezel?" De volgende deelnemer gaf het juiste antwoord. Een clip van de scène werd een virale video.